# Station Haora

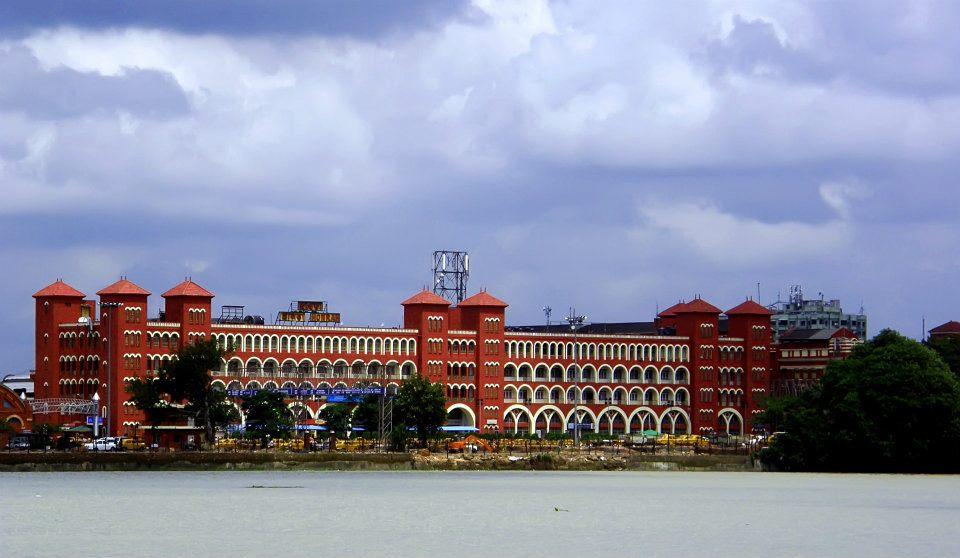

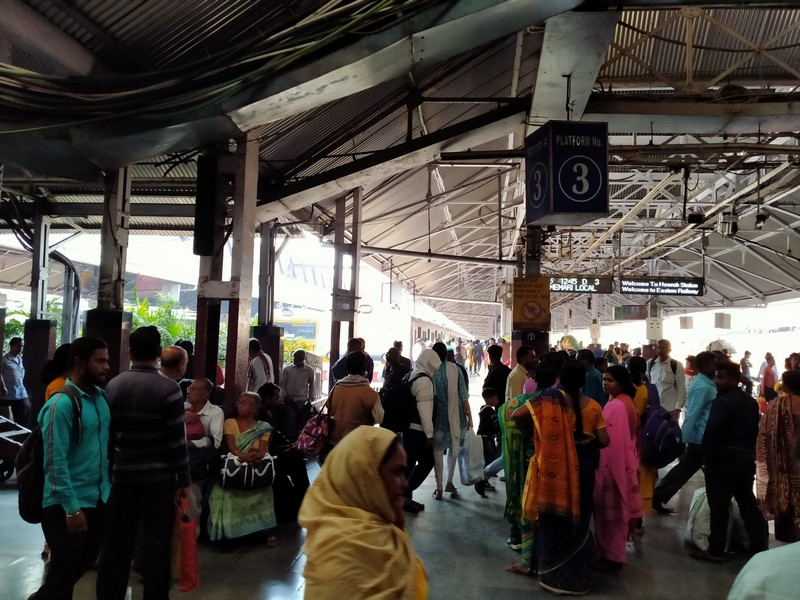
Perrons van het station van Haora

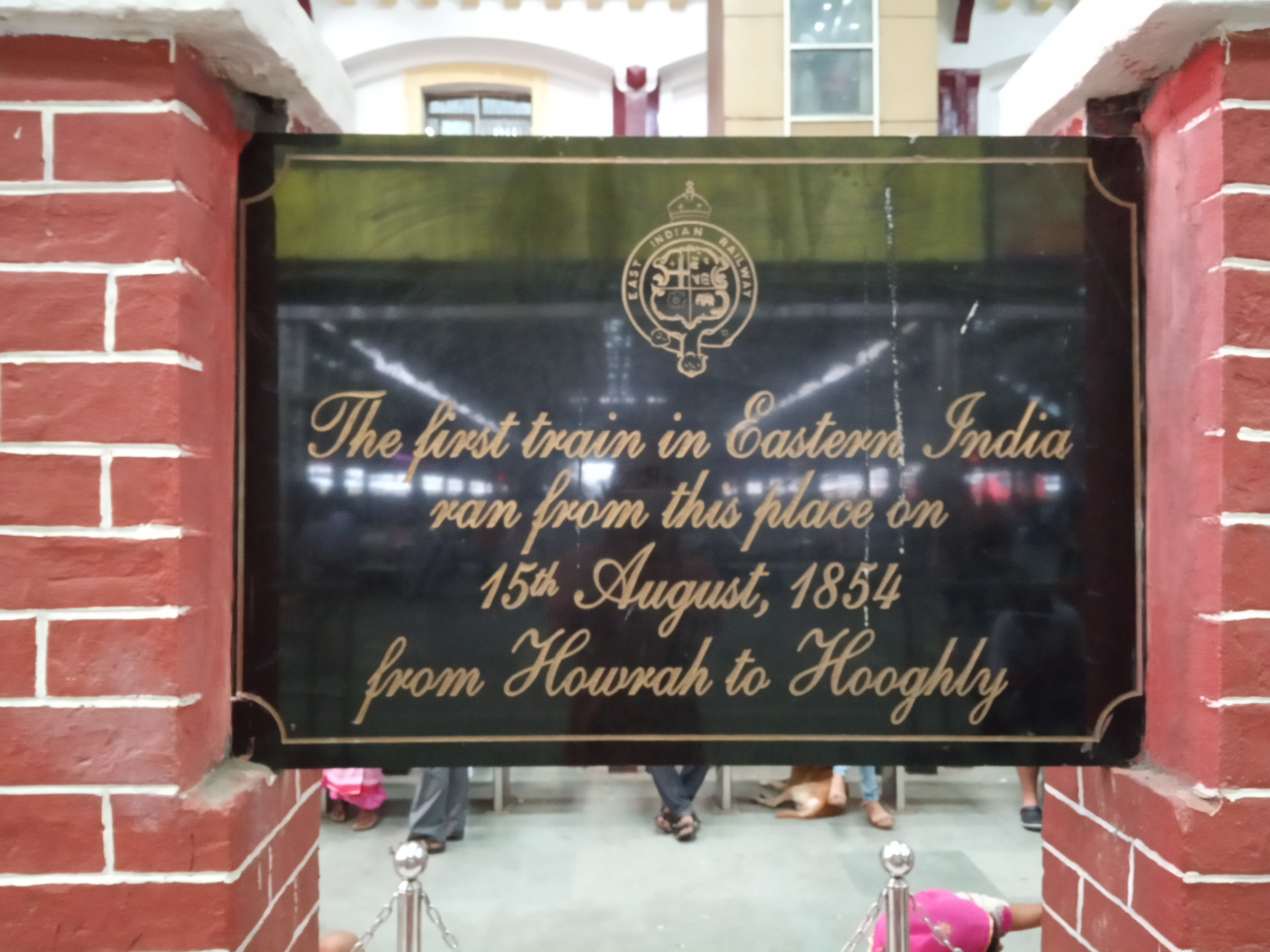

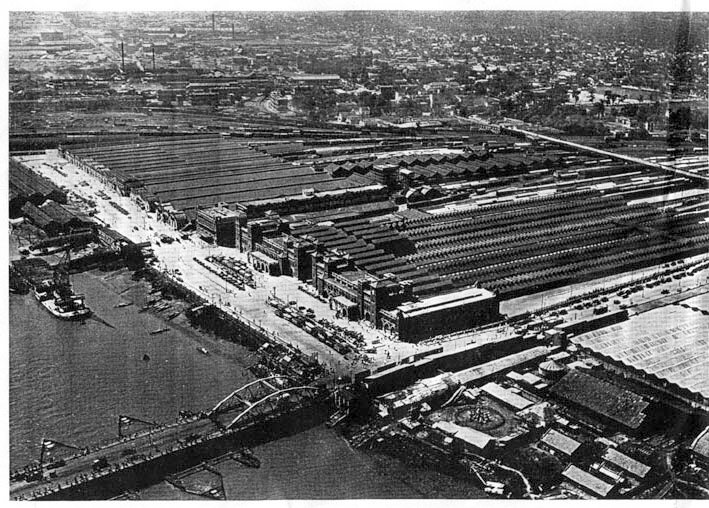
Howrah (1940)

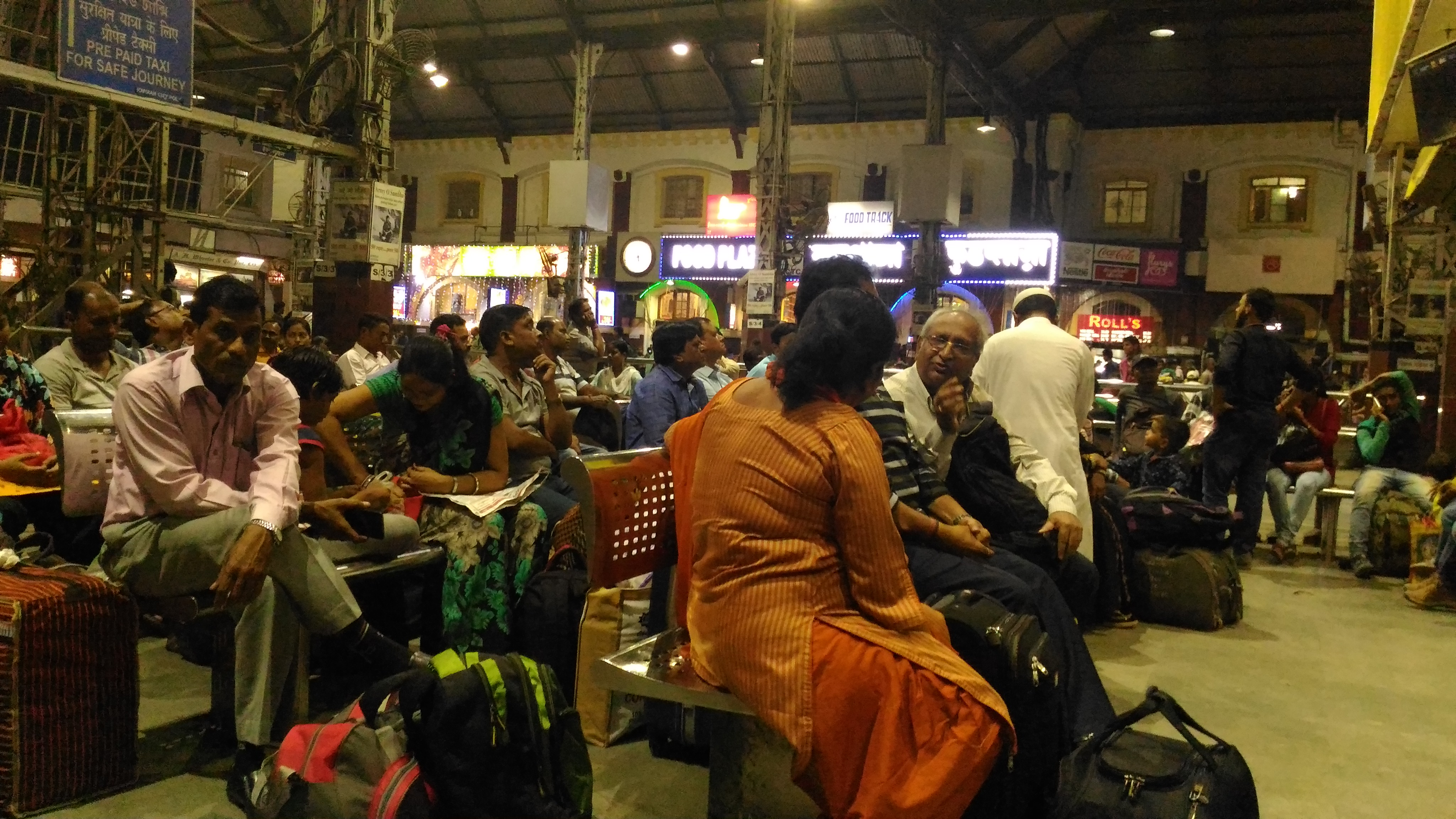

Het treinstation van Haora of Howrah Station (Bengaals: হাওড়া জংশন রেলওয়ে স্টেশন) is een treinstation dat de stad Haora bedient in het district Haora in Groot-Kolkata in de deelstaat West-Bengalen van India. Het station ligt aan de linkeroever van de Hooghly, van het centrum van Kolkata enkel gescheiden door de rivier.
Howrah is het grootste en drukste spoorwegcomplex in India, evenals een van de drukste en grootste treinstations ter wereld, enkel voorafgegaan door enkele Japanse stations. Het is ook het oudste nog bestaande spoorwegcomplex in India. Howrah is een van de vijf grote intercitystations die het grootstedelijk gebied van Kolkata bedienen, de andere zijn Sealdah, Santragachi, Shalimar en het centrale station van Kolkata. Howrah ligt aan de Howrah-Delhi hoofdlijn, de Howrah–Gaya–Delhi lijn, de Howrah-Nagpur-Mumbai lijn, de Howrah-Prayagraj-Mumbai lijn, de Howrah-Chennai hoofdlijn en de Howrah-New Jalpaiguri lijn.
De eerste trein vanuit het station vertrok op 15 augustus 1854, op wat nu de hoofdlijn Howrah - Hooghly is. Ongeveer 600 passagierstreinen bedienen dagelijks het station, waar meer dan 1,8 miljoen spoorpassagiers per dag gebruik van maken. Op jaarbasis telt het station 547 miljoen reizigers. Tien van de perrons zijn lang genoeg om treinen met meer dan 24 rijtuigen te kunnen vervoeren. Ook goederen- en pakkettreinen beginnen en eindigen hier.
In het station is eveneens het gelijknamige metrostation van de metro van Kolkata geïntegreerd, dat gelegen is op de Green Line, of lijn 2. Het werd ingehuldigd op 15 maart 2024. Het is het diepst gelegen station van de metro van Kolkata en sluit aan op de metrotunnel onder de Hooghly, de eerste metrotunnel onder een rivier in India.

## Geschiedenis
In 1849 werd een contract getekend tussen de East Indian Railway Company en de Britse Oost-Indische Compagnie en een eerste bedrag werd toegewezen voor het aanleggen van het eerste deel van een spoorverbinding tussen Howrah en Raneegunge (Raniganj) via Pandooah (Pandua, Hooghly) en Burdwan (Bardhaman). Frederick Walter Simms, de raadgevend ingenieur van de regering van India, had aanvankelijk in 1846 een station aan de rechteroever van de Hooghly voor ogen. Nadat de fondsen waren goedgekeurd, werd Howrah echter gekozen als eindpunt voor de nieuwe lijn. Een brug van 520 m lengte over de Hooghly werd op dat moment als onhaalbaar beschouwd. In de daaropvolgende jaren ontstonden er regelmatig discussies over het aansluiten van de spoorlijn op Calcutta.
Op 17 juni 1851 dienden George Turnbull, de hoofdingenieur van de East Indian Railway Company en zijn team van ingenieurs plannen in voor een treinstation in Howrah. Zich niet bewust van de toekomstige betekenis van de spoorwegen in India, besloot de regering in januari 1852 af te zien van de aankoop van het land en de dure waterkant die nodig waren voor het project. Turnbull ontwikkelde vervolgens alternatieve ontwikkelingsplannen die de kosten op 250.000 roepies schatten. In oktober 1852 werden vier offertes voor de bouw van het station ontvangen: deze varieerden van 190.000 tot 274.526 roepies. De omvang van het bouwproject - of Howrah een groot station zou moeten zijn of Howrah een kleiner station ten gunste van de ontwikkeling van een groter station op een ander moment - werd tijdens dit proces van tijd tot tijd besproken. Uiteindelijk werd er land gekocht.
De eerste experimentele locomotief verliet Howrah op 18 juni 1853 voor de 60 km naar Pandoah. Er was een lange periode tussen het leggen van de lijn en het openen ervan, aangezien het schip met de rijtuigen zonk terwijl de locomotief in Australië terechtkwam. Uiteindelijk werden de rijtuigen lokaal gebouwd en werd de locomotief naar Calcutta gedirigeerd. Het eerste vertrek vanuit Howrah voor de 38 km naar Hooghly was op 15 augustus 1854. In deze periode was het station gevestigd in wat nu het kantoor is van de divisiespoorwegmanager van Howrah. Het bestond uit één lijn en perron, een loket en een ondersteunend gebouw. Twee weken later werd de lijn naar Pundoah geopend. In de eerste 4 maanden maakten meer dan 109.000 passagiers gebruik van het traject.
De toename van het aantal inwoners in de regio rond Howrah en Kolkata en de bloeiende economie leiden tot een toenemende vraag naar treinreizen. Ook het spoorwegnet bleef voortdurend groeien, bijvoorbeeld de brug over de Rupnarayan-rivier bij Kolaghat werd voltooid op 19 april 1900 en verbond Howrah met Kharagpur. De Bengaalse-Nagpur-spoorlijn werd in 1900 verlengd tot Howrah, waardoor Howrah een belangrijk spoorwegcentrum werd. Daarom werd in 1901 een nieuw stationsgebouw voorgesteld. De Britse architect Halsey Ricardo ontwierp het nieuwe station. Het werd op 1 december 1905 voor het publiek geopend, en voltooid in 1911.
In de jaren 1980 werd het station uitgebreid tot 15 perrons. Het nieuwe terminalcomplex werd in 1992 voltooid en creëerde in totaal 19 perrons. In 2009 werd dit met nog eens vier platforms uitgebreid.